# 下船塚古墳

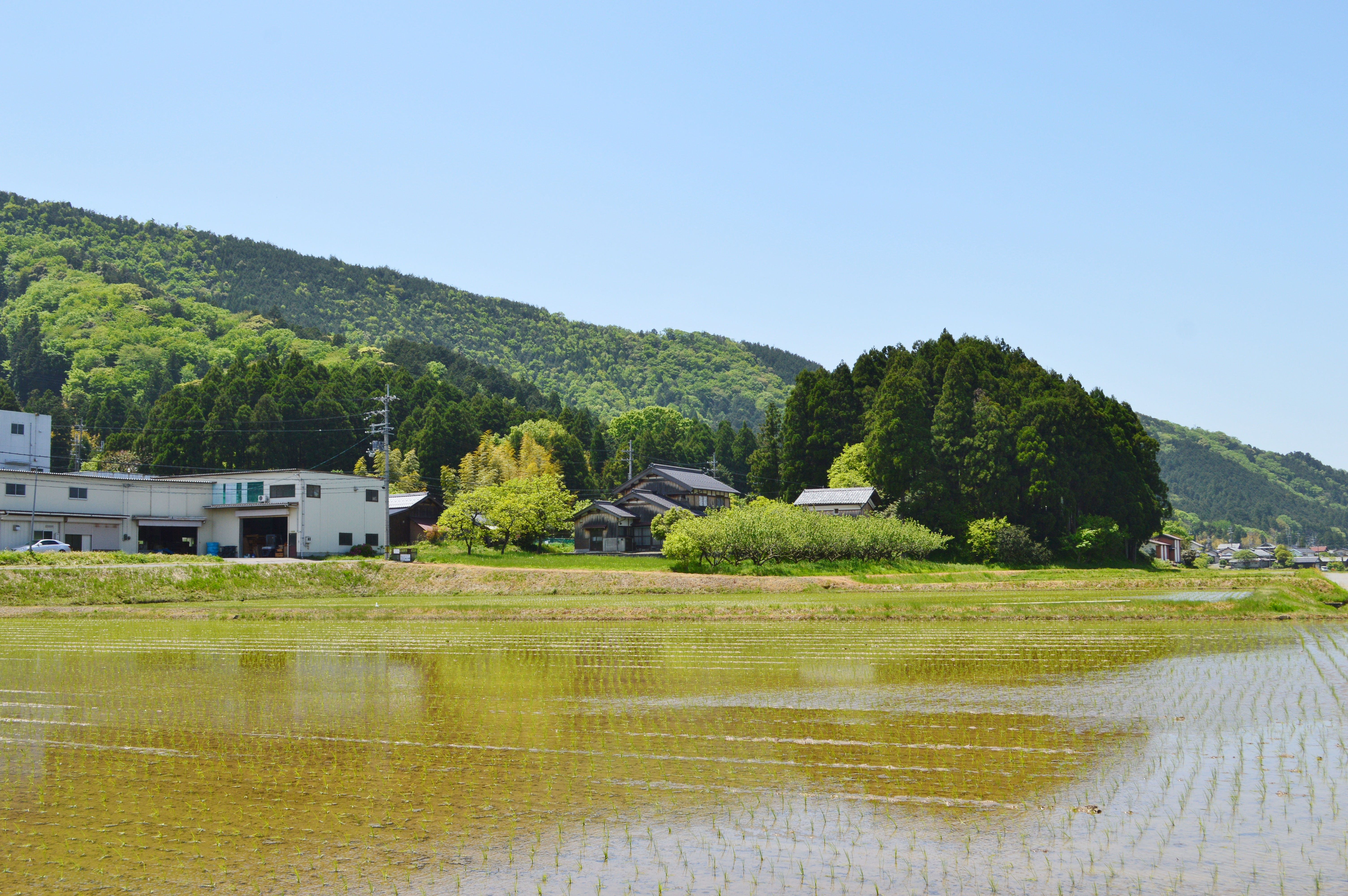
上船塚古墳（左奥）と下船塚古墳（右）

下船塚古墳（しもふなづかこふん）は、福井県三方上中郡若狭町日笠にある古墳。形状は前方後円墳。上中古墳群（うち日笠古墳群/船塚古墳群）を構成する古墳の1つ。国の史跡に指定されている。

## 概要
| 古墳群 | 古墳名       | 形状       | 墳丘長 | 築造時期 |
| ------ | ------------ | ---------- | ------ | -------- |
| 脇袋   | 上ノ塚古墳   | 前方後円墳 | 100m   | 5c初     |
|        | 城山古墳     | 前方後円墳 | 63m    | 5c中     |
| 脇袋   | 西塚古墳     | 前方後円墳 | 74m    | 5c後     |
| 脇袋   | 中塚古墳     | 前方後円墳 | 72m    | 5c末     |
| 天徳寺 | 十善の森古墳 | 前方後円墳 | 68m    | 6c初     |
| 日笠   | 上船塚古墳   | 前方後円墳 | 70m    | 6c前     |
| 日笠   | 下船塚古墳   | 前方後円墳 | 85m    | 6c中     |

福井県南西部、若狭地方中央部において北川左岸の丘陵上に築造された古墳である。北川流域で若狭の首長墓系譜を形成する上中古墳群（脇袋古墳群・天徳寺古墳群・日笠古墳群を包括）のうち、最も西方の日笠古墳群に属する。本古墳は南側に並存する上船塚古墳と合わせて「夫婦塚」とも称され、現在は上船塚古墳との間を旧国道（若狭街道）が通る。これまでに1990年（平成2年）に旧上中町教育委員会による範囲確認調査が実施されている。
墳形は前方後円形で、墳丘主軸を東西方向として前方部を西方向に向ける（上船塚古墳と同方向）。墳丘は2段築成。墳丘外表では埴輪が採集されているが、葺石は認められていない。墳丘周囲には盾形の周濠が巡らされており、周濠外堤でも埴輪が存在したとされる。埋葬施設は明らかでないが、石室が存在したとされる後円部・前方部に大規模な盗掘坑が存在する。
築造時期は、古墳時代後期の6世紀中葉（または6世紀前半）頃と推定される。若狭地方の王墓としては上船塚古墳に後続する最後の前方後円墳に位置づけられる。被葬者は明らかでないが、脇袋古墳群から続く上中古墳群は若狭国造の膳臣（かしわでのおみ、膳氏）一族の首長墓群と考えられており、本古墳もその1つと想定される。
古墳域は1935年（昭和10年）に国の史跡に指定されている。

## 墳丘
墳丘の規模は次の通り。
- 墳丘長：約85メートル
- 後円部 直径：約47メートル
- 前方部 幅：約47メートル

墳丘の形態は上船塚古墳と異なっており、脇袋古墳群の上ノ塚古墳との類似が指摘される。

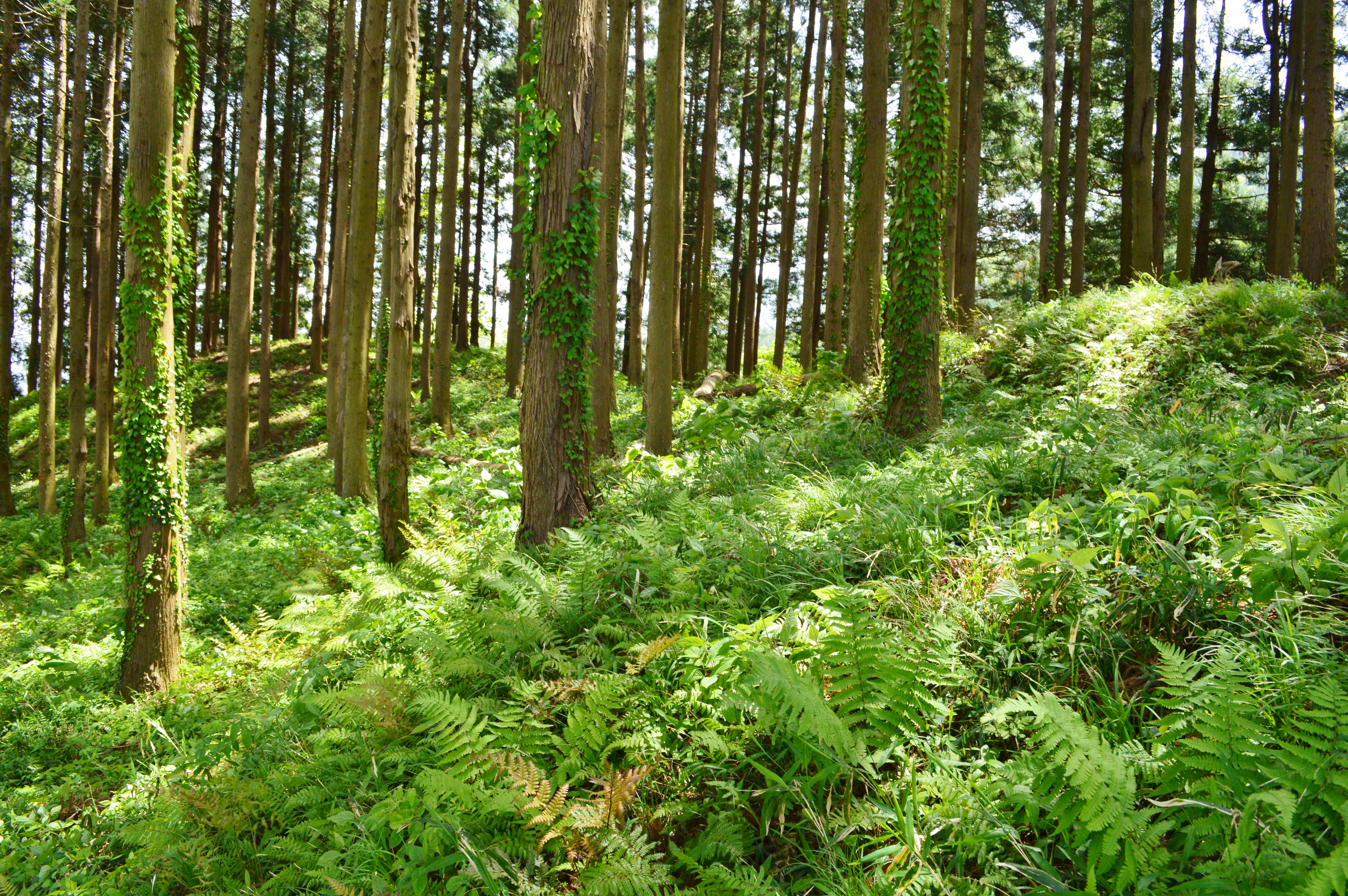
墳丘（右に前方部、左奥に後円部）
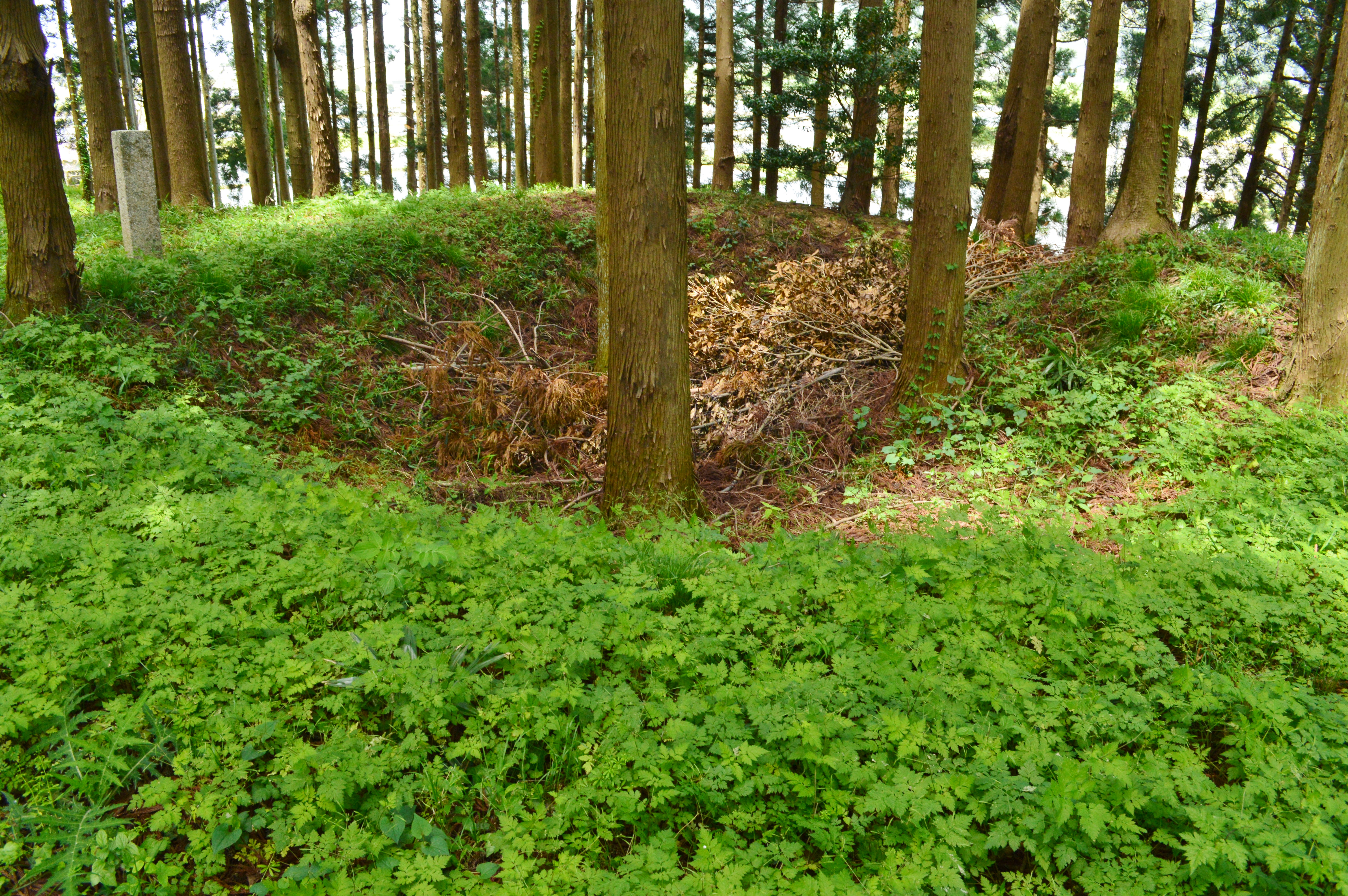
後円部墳頂の盗掘坑
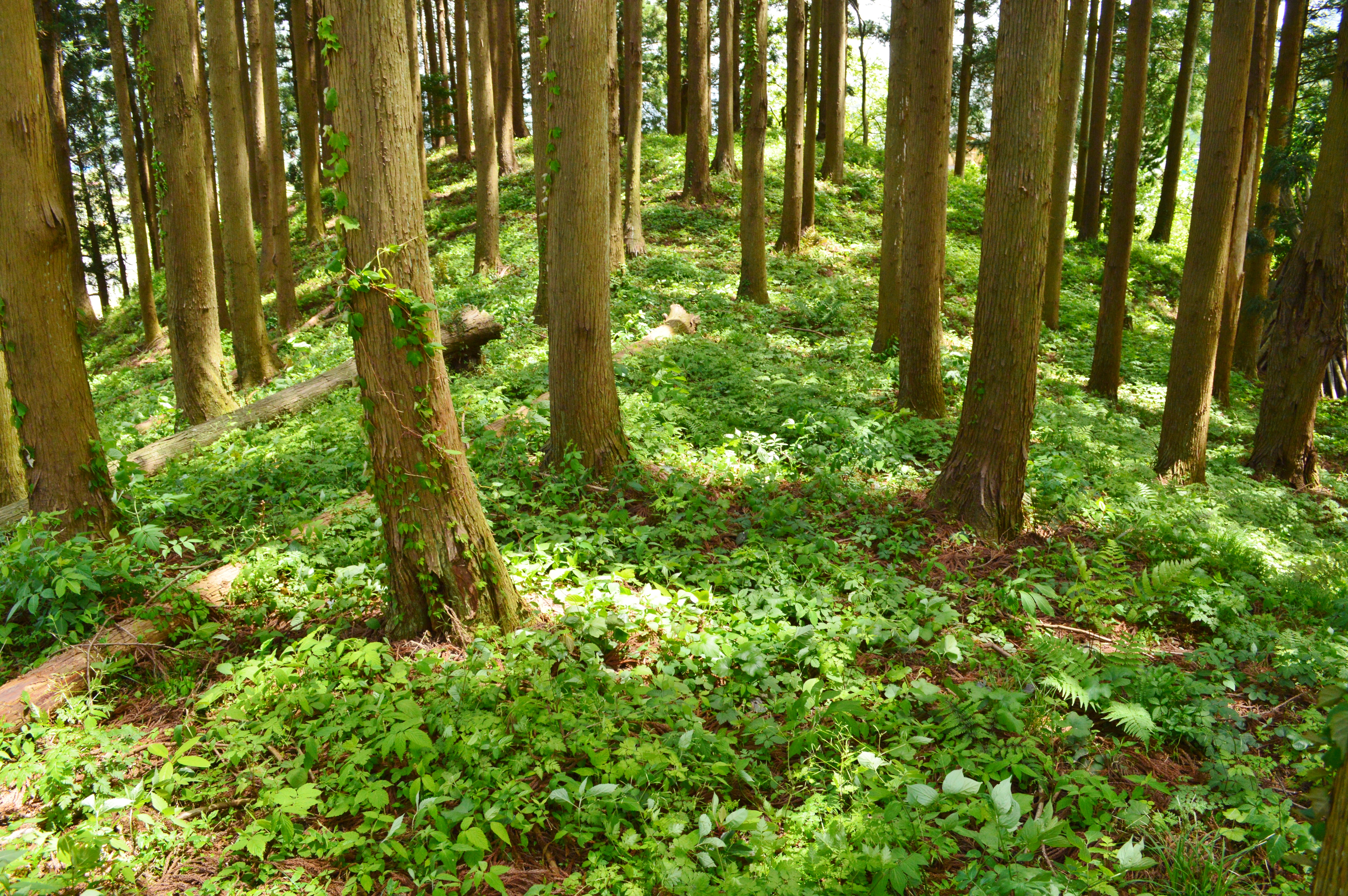
後円部（前方部から望む）
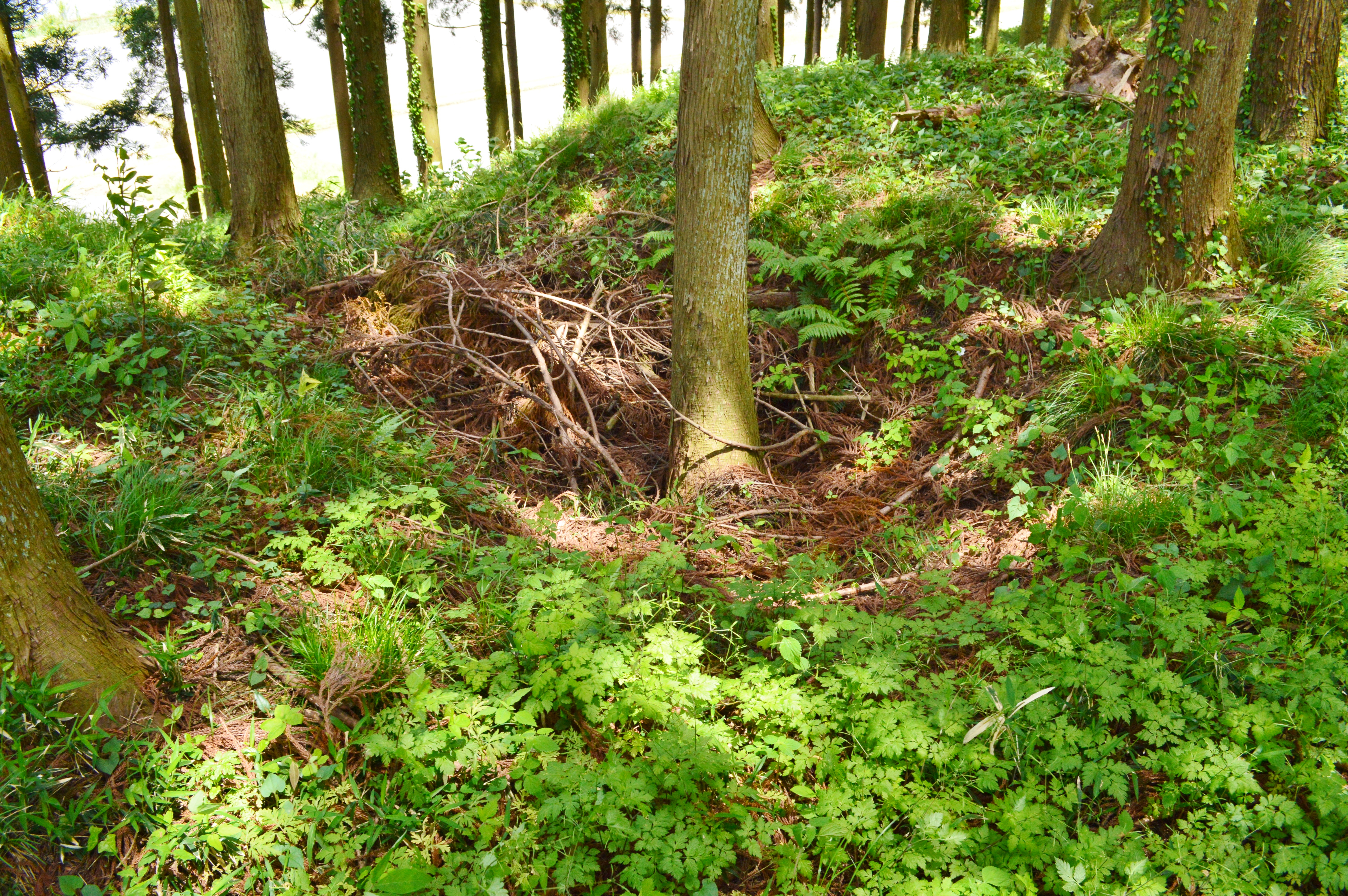
前方部墳頂の盗掘坑
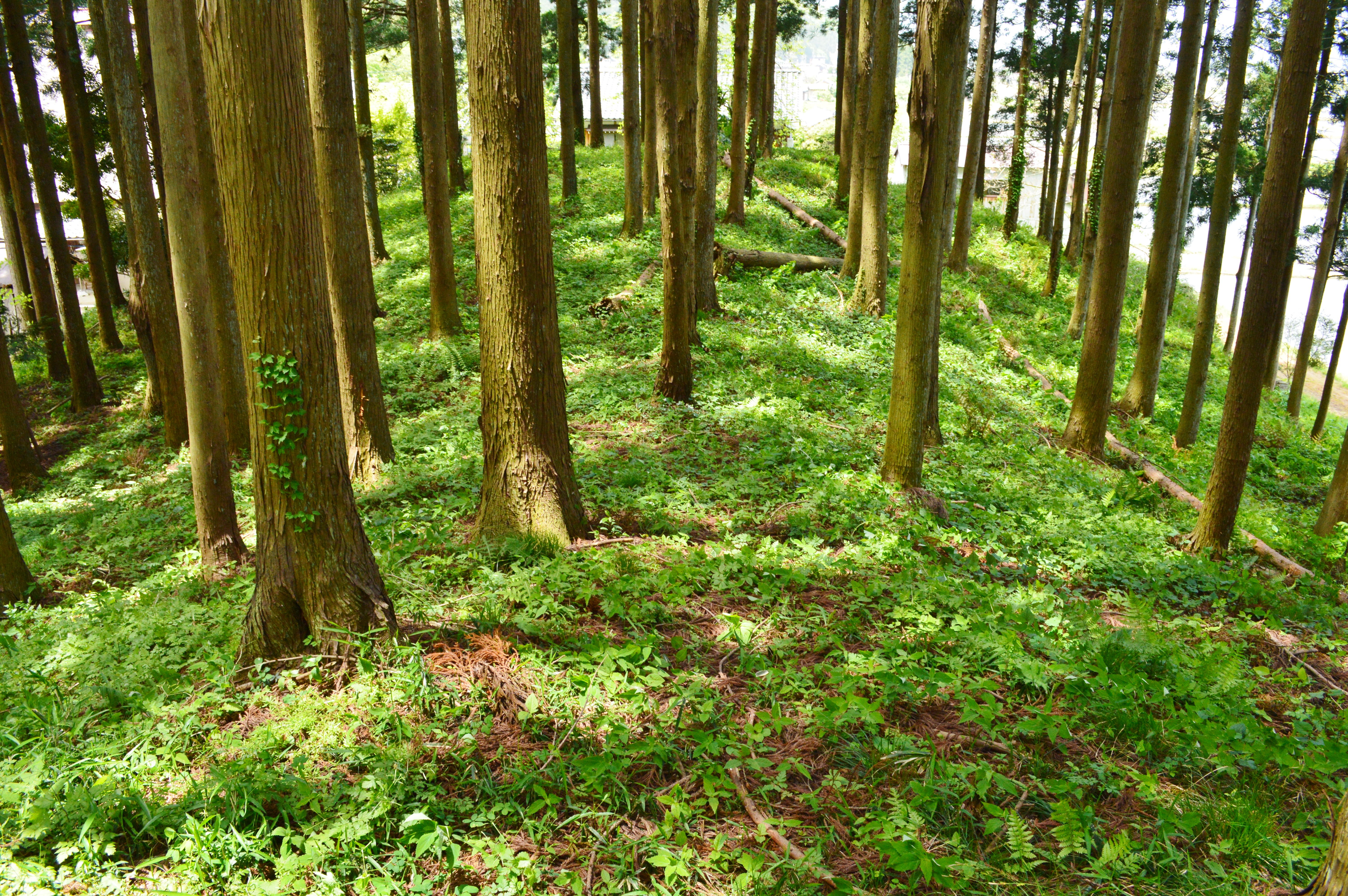
前方部（後円部から望む）
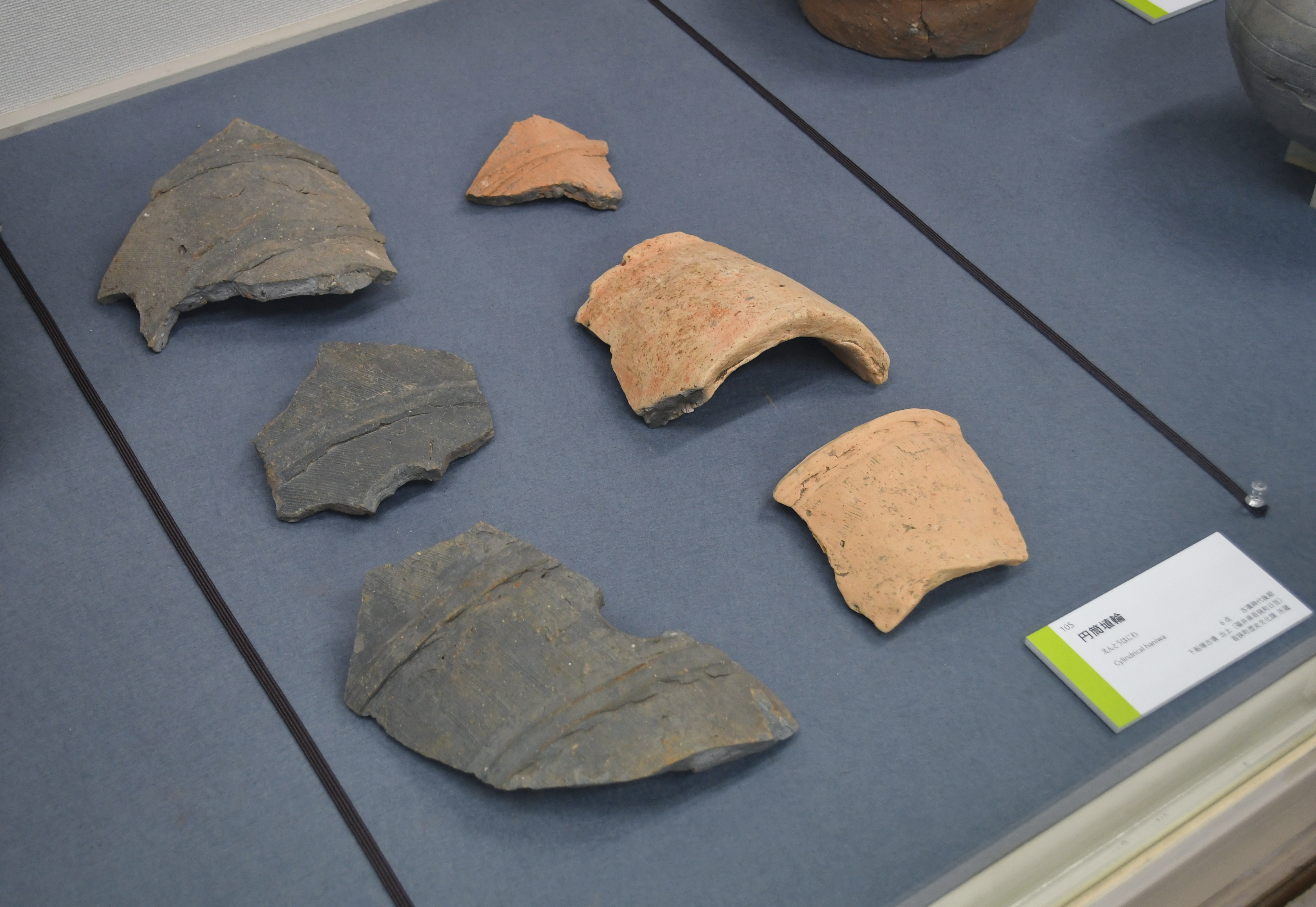
円筒埴輪片 花園大学歴史博物館企画展示時に撮影。

## 文化財

### 国の史跡
- 下船塚古墳 - 1935年（昭和10年）12月24日指定[7]。

## 関連施設
- 若狭町歴史文化館（若狭町市場） - 下船塚古墳の出土埴輪を保管・展示。